# 게일릭 풋볼
게일릭 풋볼, 또는 게일식 축구(아일랜드어 : Peil, Peil Ghaelach, 또는 Caid), 일반적으로 축구("Football", "Gaelic", 또는 "Gah")라고 불리며 축구와 유사한 형태로 아일랜드에서 주로 이루어진다. 헐링과 함께, 아일랜드에서 가장 인기있는 두 가지 관중 스포츠 중 하나이다.
통계에 따르면 아일랜드에서 다른 어떤 스포츠보다 훨씬 더 많은 관중들이 경기를 보며, 아일랜드에서 총 스포츠 관객 수의 34%이다. (헐링은 23%).

## 역사
아일랜드의 어느 다른 스포츠보다 훨씬 더 많은 클럽 회원, 가장 큰 스포츠 조직이며, 1886년에서 고대 아일랜드 놀이로 중세 시대까지 거슬러 올라간다. 중세의 caid로 알려진 경기에서 비롯된 것으로 여겨진다.
통계에 따르면 아일랜드에서 다른 어떤 스포츠보다 훨씬 더 많은 관중들이 경기를 보며, 아일랜드에서 총 스포츠 관객 수의 34%이다. (헐링은 23%).

## 규칙
지금은 선수가 양팀 각각 15명으로 제한 되었고, 시합 도중 선수들이 공을 던지는 것을 금하고, 손이나 발로 4번 이상 연속으로 드리블 하거나 상대방의 골문을 향해 주먹으로 공을 치거나 펀트하는 것은 허용하고 있다. 공을 골 포스트 사이의 크로스바 위로 넘기면 1점, 골 포스트와 크로스 바 사이의 골망에 넣으면 3점을 얻는다. 전후반 각각 30분씩 총 60분의 경기 시간이다.

## 세계적으로 발전
아일랜드와 미국에서 경기가 벌어지고 있다. 해마다 아일랜드 챔피언이 된 팀이 미국을 방문해 미국팀과 경기를 갖는다.
아시아 갤릭 스포치 연맹(Asian County Board)은 아시아의 게일식 축구 연맹이다. 해마다 아시아 팀 대항 게일식축구 대회를 주관하다.

### 아시아 팀
| 클럽                       | 국가           |
| -------------------------- | -------------- |
| Arabian Celts              | 사우디아라비아 |
| Bangkok Thai GAA           | 태국           |
| Beijing GAA                | 중화인민공화국 |
| Dalian Wolfhounds          | 중화인민공화국 |
| Dubai Celts                | 아랍에미리트   |
| Hong Kong GAA              | 홍콩           |
| Jakarta Dragonflies        | 인도네시아     |
| Japan GAA                  | 일본           |
| Kansai GAA                 | 일본           |
| Orang Eire                 | 말레이시아     |
| Penang Pumas               | 말레이시아     |
| Qatar G.F.A                | 카타르         |
| Seoul Gaels                | 대한민국       |
| Shanghai Saints and Sirens | 중화인민공화국 |
| Shenzhen Celts             | 중화인민공화국 |
| Singapore Gaelic Lions     | 싱가포르       |
| Taiwan Celts               | 대만           |
| Veit Celts                 | 베트남         |